# Jozef Machálek
Jozef Machálek (* 22. August 1948) ist ein ehemaliger schwedisch-slowakischer Leichtathlet, der Mittel- und Langstreckenläufe bestritt. Er wurde dreimal tschechoslowakischer Vizemeister.

## Laufkarriere
Machálek trat zunächst für den ZVL Skalica an und wurde von Rudolf Roučka trainiert. Im Februar 1973 machte er erstmals auf sich aufmerksam, als er im Alter von 24 Jahren bei den in Jablonec nad Nisou ausgetragenen tschechoslowakischen Leichtathletik-Meisterschaften in 3:57,7 Minuten den zweiten Platz im 1500-Meter-Lauf belegte – knapp geschlagen nur von Ivan Kováč.
In der Folge konzentrierte er sich zunehmend auf die Langstrecken und konnte schon bald Erfolge feiern. So erreichte er im August 1977 beim Marathonlauf von Banská Bystrica nach Brezno, der als nationale Meisterschaft gewertet wurde, den zweiten Rang. Im Oktober 1978 konnte er dieses Ergebnis in Košice wiederholen – zwar kam er nur als Siebter ins Ziel, war aber der zweitbeste tschechoslowakische Athlet. In beiden Jahren unterlag er Josef Jánský. Darüber hinaus sicherte sich Machálek auch mehrere Medaillen bei den Leichtathletik-Meisterschaften des slowakischen Landesteils:
- 1976 in Košice: Silber über 3000 m (8:26,8 min)
- 1977 in Banská Bystrica: Silber über 10.000 m (29:59,8 min) / Bronze über 5000 m (14:30,0 min)
- 1978 in Bratislava: Gold über 10.000 m (29:40,4 min)

Abseits des professionellen Sports ging Machálek aus zahlreichen Volksläufen siegreich hervor: Im März 1975 gewann er über neun Kilometer die zweite Austragung des „Großmährischen Laufes“ in Mikulčice. 1976 verteidigte er diesen Titel über zehn Kilometer (30:32 min) und siegte zudem beim 10.000-Meter-Lauf in Komárno. 1977 folgte über zehn Kilometer (29:44 min) der dritte Sieg in Mikulčice und 1978 über die gleiche Distanz erste Plätze in Uherské Hradiště und Bruntál. 1979 gewann Machálek sowohl den Marathonlauf in Otrokovice (2:17:10 h) als auch die 32. Auflage des Devín-Bratislava-Laufes, der etwa zwölf Kilometer lang ist. Seinen vierten und fünften Triumph in Mikulčice über zehn Kilometer sicherte er sich 1981 und 1982 (30:08 min).
1983 wanderte Jozef Machálek nach Schweden aus. Er fand Arbeit als Feinmechaniker in Hässelby-Vällingby und trat dem Fredrikshofs IF bei; im Jahr darauf wechselte er zum Hässelby SK. Nun auf der westlichen Seite des Eisernen Vorhanges lebend, unterlag er nicht mehr den Reiserestriktionen der kommunistischen Tschechoslowakei und konnte sich auch bei internationalen Lauf-Veranstaltungen mit Kontrahenten messen. Unter anderem nahm er an den renommierten Marathonläufen in London, Berlin, Boston und New York City teil und gewann 1985 in Oslo sowie 1986 in Bremen. Ferner erkämpfte er sich im Juli 1987 bei den schwedischen Leichtathletik-Meisterschaften in Västervik den zweiten Rang im Halbmarathon (1:06:46 h).

## Statistik
| Disziplin    | Ort             | Zeit        | Datum              |
| ------------ | --------------- | ----------- | ------------------ |
| 3000 m       | Košice          | 8:26,8 min  | 24. Januar 1976    |
| 5000 m       | Banská Bystrica | 14:30,0 min | 3. Juli 1977       |
| 10.000 m     | Mikulčice       | 29:45,0 min | 27. März 1977      |
| Halbmarathon | Mellerud        | 1:05:49 h   | 13. Oktober 1984   |
| Marathon     | Berlin          | 2:13:57 h   | 28. September 1986 |

| Datum         | Ort                    | Zeit      | Platz |
| ------------- | ---------------------- | --------- | ----- |
| 8. Mai 1977   | Prag                   | 2:22:41 h | 4.    |
| 20. Aug. 1977 | Banská Bystrica–Brezno | 2:19:20 h | 2.    |
| 8. Mai 1978   | Prag                   | 2:18:56 h | 16.   |
| 1. Okt. 1978  | Košice                 | 2:19:05 h | 7.    |
| 29. Apr. 1979 | Otrokovice             | 2:17:10 h | 1.    |
| 5. Okt. 1980  | Košice                 | 2:21:55 h | 37.   |
| 4. Okt. 1981  | Košice                 | 2:27:26 h | 24.   |
| 4. Juni 1983  | Stockholm              | 2:22:26 h | 29.   |
| 2. Juni 1984  | Stockholm              | 2:20:56 h | 17.   |
| 8. Sep. 1984  | Malmö                  | 2:18:29 h | 1.    |
| 10. Nov. 1984 | Stockholm              | 2:18:42 h | 2.    |
| 21. Apr. 1985 | London                 | 2:16:04 h | 26.   |
| 1. Juni 1985  | Stockholm              | 2:20:41 h | 4.    |
| 22. Juni 1985 | Enschede               | 2:16:07 h | 4.    |
| 31. Aug. 1985 | Oslo                   | 2:19:00 h | 1.    |
| 27. Okt. 1985 | New York City          | 2:22:49 h | 33.   |
| 27. Apr. 1986 | Bremen                 | 2:15:58 h | 1.    |
| 7. Juni 1986  | Stockholm              | 2:15:47 h | 7.    |
| 28. Sep. 1986 | Berlin                 | 2:13:57 h | 11.   |
| 2. Nov. 1986  | New York City          | 2:18:49 h | 29.   |
| 30. Mai 1987  | Stockholm              | 2:16:58 h | 4.    |
| 18. Okt. 1987 | Peking                 | 2:18:12 h | 18.   |
| 4. Juni 1988  | Stockholm              | 2:19:14 h | 9.    |
| 2. Okt. 1988  | Saint Paul–Minneapolis | 2:25:29 h | 20.   |
| 17. Apr. 1989 | Boston                 | 2:25:25 h | 30.   |